# Sofapaka Football Club
O Sofapaka Football Club é um clube de futebol com sede em Nairobi, Quênia. A equipe compete no Campeonato Queniano de Futebol.

## História
O clube foi fundado em 2004.